# Nanopartículas lipídicas sólidas

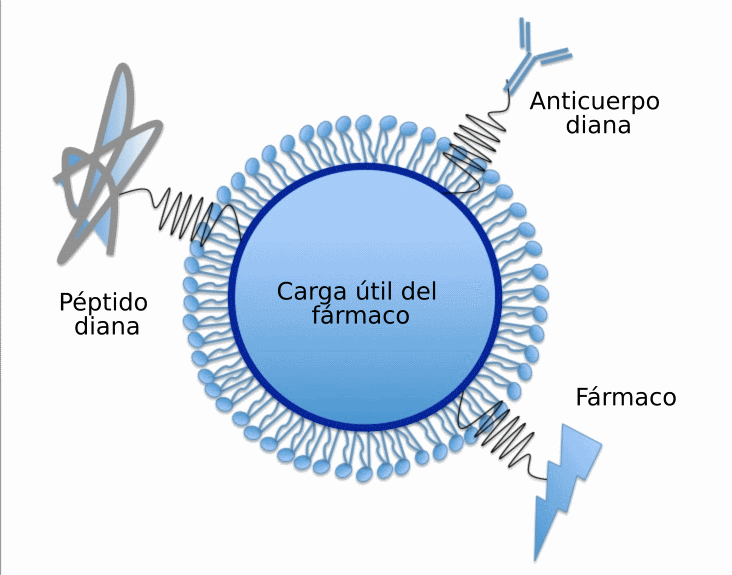
Nanopartículas lipídicas sólidas (SNL en inglés). Solo hay una capa de fosfolípidos porque la mayor parte del interior de la partícula está compuesta de sustancia lipohílica. Las cargas útiles como el ARN mod, la vacuna ARN u otras se pueden incrustar en el interior, según se desee. Opcionalmente, las moléculas de direccionamiento tales como anticuerpos, péptidos de direccionamiento celular y / u otras moléculas de fármaco pueden unirse a la superficie exterior del SLN.

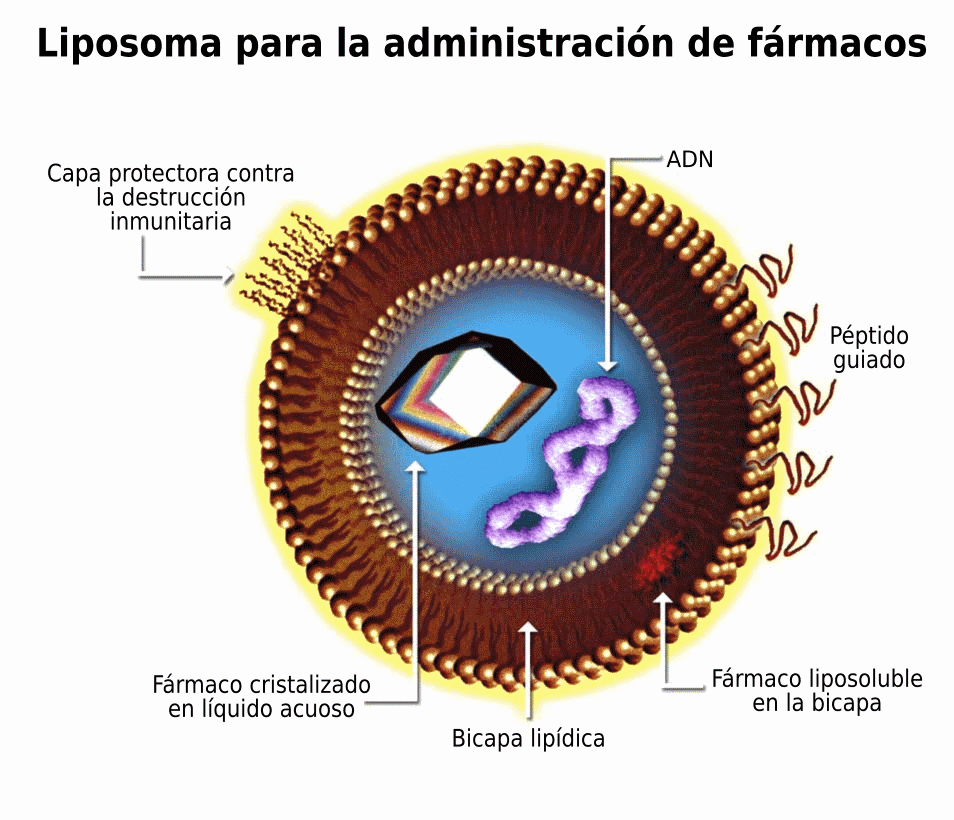
Los liposomas son nanopartículas lipídicas ("huecas") que tienen una bicapa de fosfolípidos como capa, porque la mayor parte del interior de la partícula está compuesta de sustancia acuosa. En varios usos populares, la carga útil opcional es, por ejemplo, Vacunas de ADN, terapia genética, vitaminas, antibióticos, cosméticos y muchos otros.

Las nanopartículas lipídicas sólidas (SLN, sLNP por sus siglas en inglés) o nanopartículas lipídicas (LNP) son nanopartículas compuestas de lípidos . Son un nuevo sistema de administración de fármacos farmacéuticos (y parte de la administración de fármacos por nanopartículas) y una nueva formulación farmacéutica, desarrollada principalmente para el campo de la salud. Los LNP como vehículo de administración de fármacos se aprobaron por primera vez en 2018 para el fármaco ARNip, Onpattro. Los LNP se hicieron más conocidos a fines de 2020, sobre todo después de la urgencia sanitaria causada por el COVID-19, que urgió a todos los países del mundo, gobiernos e instituciones de salud a buscar las posibles soluciones, ya que algunas vacunas COVID-19 que utilizan tecnología de vacunas de ARN recubren las frágiles hebras de ARNm con nanopartículas de lípidos PEGilados como vehículo de administración (incluidas las vacunas Moderna y Pfizer-BioNTech COVID-19).

## Características
Una nanopartícula sólida de lípidos suele ser esférica con un diámetro medio de entre 10 y 1000 nanómetros. Las nanopartículas lipídicas sólidas poseen una matriz de núcleo lipídico sólido que puede solubilizar moléculas lipofílicas. El núcleo lipídico se estabiliza mediante tensioactivos (emulsionantes). El término lípido se usa aquí en un sentido más amplio e incluye triglicéridos (por ejemplo, triestearina ), diglicéridos (por ejemplo, bahenato de glicerol), monoglicéridos (por ejemplo, monoestearato de glicerol), ácidos grasos (por ejemplo, ácido esteárico ), esteroides (por ejemplo, colesterol ) y ceras (por ejemplo, palmitato de cetilo). Se han utilizado todas las clases de emulsionantes (con respecto a la carga y el peso molecular) para estabilizar la dispersión de lípidos. Se ha descubierto que la combinación de emulsionantes podría prevenir la aglomeración de partículas de forma más eficaz.
Un SLN es generalmente de forma esférica y consiste en un núcleo lipídico sólido estabilizado por un surfactante. Los lípidos centrales pueden ser ácidos grasos, acilgliceroles, ceras y mezclas de estos tensioactivos. Los lípidos de la membrana biológica como los fosfolípidos, esfingomielinas, sales biliares (taurocolato de sodio) y esteroles (colesterol) se utilizan como estabilizadores. 
Los LNP que se usan en las vacunas de ARNm para el SARS-CoV-2 (el virus que causa el COVID-19) están compuestos de cuatro tipos de lípidos: un lípido catiónico ionizable (cuya carga positiva se une al ARNm cargado negativamente), un lípido PEGilado (para estabilidad), un fosfolípido (para estructura) y colesterol (para estructura).

## Síntesis
Los diferentes procedimientos de formulación incluyen homogeneización de alta presión y ultrasonidos, emulsificación / evaporación de solventes o microemulsión. Es posible obtener distribuciones de tamaño en el rango de 30-180 nm utilizando ultrasonidos a costa de un largo tiempo de sonicación. La emulsificación con disolvente es adecuada para preparar pequeñas dispersiones de nanopartículas lipídicas de tamaño homogéneo con la ventaja de evitar el calor.

## Aplicaciones
El desarrollo de nanopartículas de lípidos sólidos es uno de los campos emergentes de la nanotecnología de lípidos (para una revisión sobre nanotecnología de lípidos, ver) con varias aplicaciones potenciales en la administración de fármacos, la medicina clínica y la investigación, así como en otras disciplinas. Debido a sus propiedades únicas que dependen del tamaño, las nanopartículas lipídicas ofrecen la posibilidad de desarrollar nuevas terapias. La capacidad de incorporar medicamentos en nanoportadores ofrece un nuevo prototipo en la administración de medicamentos que podría ser muy prometedor para lograr la mejora de la biodisponibilidad junto con la administración de medicamentos controlada y en un sitio específico. Los SLN también se consideran bien tolerados en general, debido a su composición a partir de lípidos fisiológicamente similares.
Los enfoques convencionales tales como el uso de potenciadores de la permeación, modificación de la superficie, síntesis de profármacos, formación de complejos y estrategias basadas en portadores de lípidos coloidales se han desarrollado para la administración de fármacos al sistema linfático intestinal. Además, las nanopartículas poliméricas, los sistemas de administración autoemulsionantes, los liposomas, las microemulsiones, las soluciones micelares y las nanopartículas lipídicas sólidas (SLN) recientemente se han explotado como potenciales vehículos para la administración linfática intestinal por vía oral.

### Administración de medicamento
Las nanopartículas de lípidos sólidos pueden funcionar como base para los sistemas de administración de fármacos por vía oral y parenteral. Los SLN combinan las ventajas de la emulsión de lípidos y los sistemas de nanopartículas poliméricas al tiempo que superan los problemas de estabilidad temporal e in vivo que dificultan los enfoques de administración de fármacos de nanopartículas convencionales y poliméricas. Se ha propuesto que los SLN combinan numerosas ventajas sobre los otros portadores coloidales, es decir, es factible la incorporación de fármacos lipofílicos e hidrofílicos, ausencia de biotoxicidad del portador, evitar disolventes orgánicos, posibilidad de liberación controlada del fármaco y direccionamiento del fármaco, mayor estabilidad del fármaco y carencia de problemas con respecto a la producción a gran escala.  Un estudio reciente ha demostrado el uso de nanopartículas lipídicas sólidas como plataforma para la administración oral del nutriente mineral hierro, al incorporar la molécula hidrófila sulfato ferroso (FeSO 4 ) en una matriz lipídica compuesta de ácido esteárico. Se prepararon nanopartículas lipídicas sólidas cargadas con carvedilol utilizando la técnica de homogeneización en caliente para la administración oral utilizando compritol y poloxámero 188 como lípido y tensioactivo, respectivamente. Otro ejemplo de administración de fármacos usando SLN sería SLN sólido oral suspendido en agua destilada, que se sintetizó para atrapar fármacos dentro de la estructura de SLN. Tras la indigestión, los SLN se exponen a ácidos gástricos e intestinales que disuelven los SLN y liberan los fármacos en el sistema.
Se han empleado muchos sistemas nanoestructurados para la administración ocular de fármacos y arrojaron algunos resultados prometedores. Los SLN han sido considerados como un posible sistema portador de medicamentos desde la década de 1990. Los SLN no muestran biotoxicidad ya que se preparan a partir de lípidos fisiológicos. Los SLN son especialmente útiles en la administración ocular de fármacos ya que pueden potenciar la absorción corneal de fármacos y mejorar la biodisponibilidad ocular de fármacos tanto hidrófilos como lipófilos. Las nanopartículas de lípidos sólidos tienen otra ventaja de permitir la esterilización en autoclave, un paso necesario hacia la formulación de preparaciones oculares.
Las ventajas de los SLN incluyen el uso de lípidos fisiológicos (que disminuye el peligro de toxicidad aguda y crónica), la evitación de disolventes orgánicos, un potencial amplio espectro de aplicación ( dérmica, oral, intravenosa ) y la homogeneización a alta presión como método de producción establecido. Además, se reivindicó una biodisponibilidad mejorada, protección de moléculas de fármaco sensibles del medio ambiente exterior (agua, luz) e incluso características de liberación controlada mediante la incorporación de fármacos poco solubles en agua en la matriz lipídica sólida. Además, SLN puede transportar fármacos tanto lipofílicos como hidrofílicos y son más asequibles en comparación con los portadores poliméricos / basados en tensioactivos.

#### Ácidos nucleicos
Un obstáculo importante para el uso de LNP como vehículo de suministro de ácidos nucleicos es que, en la naturaleza, tanto los lípidos como los ácidos nucleicos tienen una carga eléctrica negativa, lo que significa que no se mezclan fácilmente entre sí. Mientras trabajaba en Syntex a mediados de la década de 1980, Philip Felgner fue pionero en el uso de lípidos catiónicos creados artificialmente (lípidos cargados positivamente) para unir lípidos a ácidos nucleicos con el fin de transfectar estos últimos en células. Sin embargo, a finales de la década de 1990, se sabía por experimentos in vitro que este uso de lípidos catiónicos tenía efectos secundarios no deseados en las membranas celulares.
Durante los últimos años de la década de 1990 y 2000, Pieter Cullis de la Universidad de Columbia Británica desarrolló lípidos catiónicos ionizables que están "cargados positivamente a un pH ácido pero neutros en la sangre". Cullis también dirigió el desarrollo de una técnica que implicaba ajustes cuidadosos del pH durante el proceso de mezcla de ingredientes para crear LNP que pudieran pasar de forma segura a través de las membranas celulares de los organismos vivos. A partir de 2021, el conocimiento actual de los LNP formulados con tales lípidos catiónicos ionizables es que ingresan a las células a través de una endocitosis mediada por receptores y terminan dentro de los endosomas .  La acidez dentro de los endosomas hace que los lípidos catiónicos ionizables de los LNP adquieran una carga positiva, y se cree que esto permite que los LNP escapen de los endosomas y liberen sus cargas útiles de ARN. 
Desde 2005 hasta principios de la década de 2010, los LNP se investigaron como un sistema de administración de fármacos para pequeños fármacos de ARN interferente (siRNA). En 2009, Cullis cofundó una empresa llamada Acuitas Therapeutics para comercializar su investigación sobre LNP; Acuitas trabajó en el desarrollo de LNP para los medicamentos siRNA de Alnylam Pharmaceuticals. En 2018, la FDA aprobó el medicamento ARNip de Alnylam, Onpattro (patisiran), el primer medicamento en usar LNP como sistema de administración de medicamentos.
En ese momento, los desarrolladores de medicamentos de ARNip como Alnylam ya estaban buscando otras opciones para medicamentos futuros como los sistemas químicos conjugados, pero durante la década de 2010, la investigación anterior sobre el uso de LNP para ARNsi se convirtió en la base de una nueva investigación sobre el uso de LNP para ARNm. Los lípidos destinados a cadenas de ARNip cortas no funcionaron bien para cadenas de ARNm mucho más largas, lo que llevó a una extensa investigación a mediados de la década de 2010 sobre la creación de nuevos lípidos catiónicos ionizables apropiados para ARNm.  A fines de 2020, varias vacunas de ARNm para el SARS-CoV-2 usan LNP como su sistema de administración de medicamentos, incluida la vacuna Moderna COVID-19 y las vacunas Pfizer – BioNTech COVID-19. Moderna utiliza su propio lípido catiónico ionizable patentado llamado SM-102, mientras que Pfizer y BioNTech licenciaron un lípido catiónico ionizable llamado ALC-0315 de Acuitas. 

### Mecanismo de absorción linfática
Se desarrolló la elucidación del mecanismo de absorción linfática intestinal a partir de nanopartículas de lípidos sólidos utilizando la línea celular Caco-2 como modelo in vitro. Varios investigadores han demostrado la mejora de la biodisponibilidad oral de fármacos poco solubles en agua cuando se encapsulan en nanopartículas lipídicas sólidas. Esta biodisponibilidad mejorada se logra mediante la administración linfática. Para dilucidar el mecanismo de absorción, a partir de nanopartículas lipídicas sólidas, la monocapa de células Caco-2 escindidas humanas podría ser un tejido alternativo para el desarrollo de un modelo in vitro que se utilizará como herramienta de detección antes de emprender estudios en animales. Los resultados obtenidos en este modelo sugirieron que el principal mecanismo de absorción de las nanopartículas lipídicas sólidas cargadas con carvedilol podría ser la endocitosis y, más específicamente, la endocitosis mediada por clatrina.